# Суґа Даїкі
Суґа Даікі (яп. 菅 大輝; нар. 10 вересня 1998) — японський футболіст, що грав на позиції нападника.

## Клубна кар'єра
У дорослому футболі дебютував 2016 року виступами за команду клубу «Хоккайдо Консадолє Саппоро».

## Кар'єра в збірній
З 2019 року залучався до складу національної збірної Японії, з якою брав участь у Кубок Америки 2019.

## Статистика виступів
| Збірна Японії | Збірна Японії | Збірна Японії |
| Рік           | Матчі         | Голи          |
| ------------- | ------------- | ------------- |
| 2019          | 1             | 1             |
| Загалом       | 1             | 1             |

## Титули і досягнення
- Володар Суперкубка Японії (1):

«Санфречче Хіросіма»: 2025